# Non ti amo più
Non ti amo più è il secondo singolo estratto dall'album Niente d'importante di Marco Masini, scritto con Antonio Iammarino e Cesare Chiodo.
Il brano parla di un uomo che dopo aver sofferto per una storia finita, riesce a superare il momento e una volta che lei ritorna, ha il coraggio e la forza di dirle che non prova più nulla.

## Videoclip
Il videoclip della canzone, realizzato da Leonardo Torrini, ha come scena il cantautore sulla porta di casa urlare i vecchi rancori con la sua ex donna.